# Bienenstich

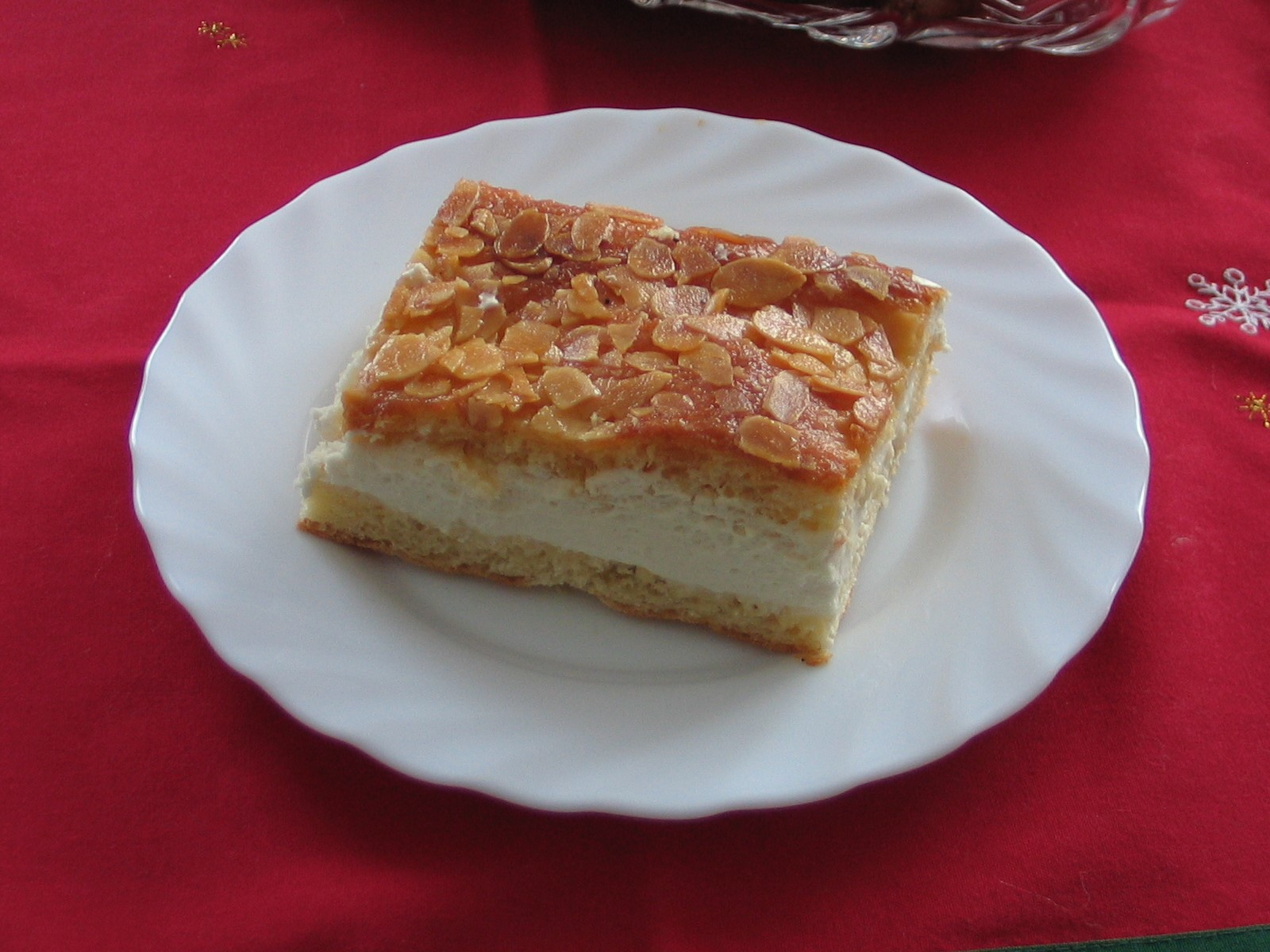
Bienenstich

Bienenstich ist ein traditioneller Blechkuchen aus Hefeteig mit einem Belag aus einer Fett-Zucker-Mandel-Masse, die beim Backen karamellisiert. Häufig wird er mit einer Vanille- oder Sahnecreme gefüllt. Eine Variante ist der Bienenstich in Tortenform. Bienenstich gilt als ein Klassiker der deutschen Küche.
Nach den Leitsätzen für feine Backwaren des Deutschen Lebensmittelbuchs muss der Anteil des Belags mindestens 20 % des Teiggewichts betragen; 30 % des Belags muss aus Ölsaaten bestehen. Für Mandel-Bienenstich dürfen nur Mandeln verwendet werden. Die Verarbeitung anderer Ölsamen als Walnüsse, Haselnüsse oder Mandeln muss deklariert werden.

## Herstellung
Grundlage ist ein süßer Hefeteig, der fingerdick auf einem Blech ausgerollt wird. Darauf wird vor dem Backen eine Röstmasse aus gekochtem Zucker oder Honig, Fett, Sahne und gehobelten Mandeln aufgebracht. Die Masse wird relativ heiß aufgetragen, da sie sonst nicht streichfähig ist. Nach dem Backen und Auskühlen wird das Gebäck horizontal geteilt.
Gefüllt wird Bienenstich mit Sahne, Buttercreme, leichter Vanillecreme oder einer Puddingmasse, der nach dem Kochen sofort Eischnee untergezogen wird. Da die Masse sehr locker ist, ist eine Form zum Füllen des Bodens notwendig. Daher wird die Decke vor dem Auftragen geteilt, weil sie sonst nicht schneidbar ist. Da die Füllung nicht ganz durcherhitzt wird, gilt Bienenstich als anfällig für Keime und wird daher in lebensmittelhygienischen Experimenten als Probematerial verwendet.

## Geschichte und Namensherkunft

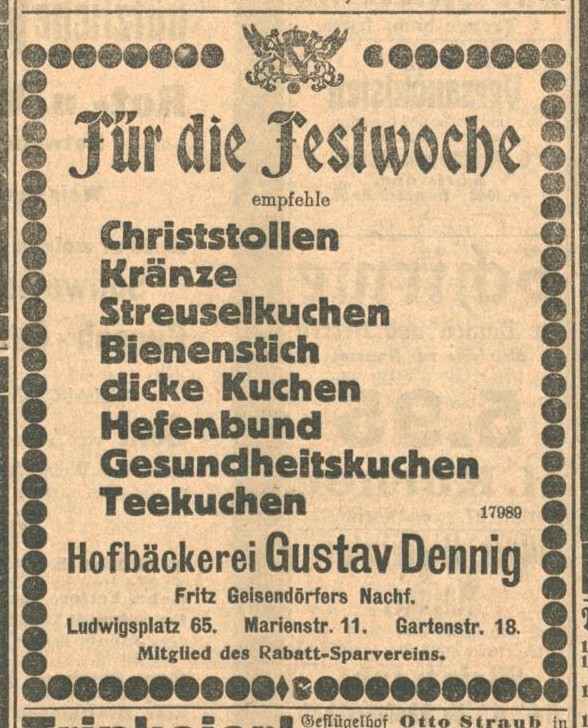
Werbung für Bienenstich in der Badischen Presse zur ersten Kriegsweihnacht des Ersten Weltkriegs (23. Dezember 1914)

In der neubearbeiteten Fassung des Deutschen Wörterbuchs ist der älteste Beleg für das Wort Bienenstich in der Bedeutung als Kuchen eine Passage aus dem Roman Berlin Alexanderplatz von Alfred Döblin aus dem Jahr 1929. Die Existenz eines Bienenstichkuchens lässt sich jedoch für das Deutsche Kaiserreich schon um kurz nach 1900 belegen. Die Herkunft des Namens „Bienenstich“ ist allerdings unklar. In einem Kochbuch des Badischen Frauenvereins von 1913 bezieht sich das Wort Bienenstich noch primär auf die Röstmasse.
Die ersten Bienenstich-Rezepte beinhalteten vermutlich keine Füllung, da in der Deutschen Frauen-Zeitschrift (Graz) 1914 hierauf gesondert hingewiesen wird: „Zuweilen wird der Bienenstich auch gefüllt.“ Frühe Rezepte finden sich in Zeitungsanzeigen der Firma Dr. Oetker, die mit einzelnen Rezepten Werbung für ihre Backbücher machte. Der Bienenstich wird dort als „für jede Jahreszeit geeignet“, „außerordentlich preiswert“ und „noch nicht allgemein bekanntes Gebäck“ beschrieben. Außerdem wird darauf hingewiesen, dass eine Buttercreme-Füllung möglich ist.

### Bienenstich in der Bäckerjungensage
In jüngerer Zeit entstand eine Variante der Bäckerjungensage, die die Erfindung des Bienenstichkuchens in das Spätmittelalter verlegt. Bei der Bäckerjungensage handelt es sich um eine Sage des 19. Jahrhunderts, der zufolge die Einwohner von Linz am Rhein im Spätmittelalter einen Angriff auf das südlich gelegene Andernach planten. Am Morgen des Überfalls jedoch gingen zwei Andernacher Bäckerlehrlinge die Stadtmauer entlang und naschten aus den dort befindlichen Bienenkörben. Als sie die Angreifer sahen, warfen sie die Bienenkörbe nach ihnen, so dass die Linzer – von den Bienen gestochen – flüchten mussten. 
In einer Variante dieser Sage aus dem 21. Jahrhundert wird das Ereignis auf 1474 datiert und behauptet, zur Feier der Angelegenheit sei ein besonderer Kuchen erfunden worden – der Bienenstich. Historische Quellen für diese Herkunft fehlen; es handelt sich um eine moderne Erfindung.
Voraussetzung für die Lagerung eines Kuchens mit verderblicher Cremefüllung ist eine Kühlmöglichkeit, die vor dem 19. Jahrhundert nur in wenigen Haushalten gegeben war. Die meisten heute bekannten Sahne- und Cremetorten stammen aus der Zeit ab dem 19. Jahrhundert. Die oben angeführten Quellen legen nahe, die Entstehung des Bienenstichkuchens zu Beginn des 20. Jahrhunderts anzusetzen.

## Sonstiges
Eine Entscheidung des Bundesarbeitsgerichts aus dem Jahr 1984 wurde als Bienenstichfall bekannt.